# 小椋あずき (AV女優)
小椋 あずき（おぐら あずき、1994年3月12日 - ）は、日本のAV女優。マインズ所属。

## 略歴・人物
奈良県出身。2015年6月、SODクリエイトのレーベル“副職AV女優”の専属素人「島崎結衣（しまざき ゆい）」としてデビュー。本職は幼稚園の先生とされ、同年9月9日には先生を辞めAV女優に専念するとツイート。所属事務所はBKプロモーション。
2016年2月22日、所属事務所をマインズに移籍し「小椋あずき」に改名したことをツイッターで報告。
趣味・特技はピアノ演奏。

## 出演作品

### アダルトDVD
2015年
- 本職、幼稚園教師 島崎結衣 AVデビュー（6月6日、SODクリエイト）
- 本職、幼稚園教師 島崎結衣 漫画喫茶、本屋、エレベーター、ホテルの廊下 絶対に声の出せない状況でイキまくり！ヤリまくり!快感羞恥プレイ♥（7月9日、SODクリエイト）
- 現役幼稚園教師 島崎結衣 超巨大!!黒人メガチ○コ初体験（8月6日、SODクリエイト）
- 島崎結衣の凄テクを素人童貞くんが発射せずに10分間ガマンできたら生ハメで極上中出し筆おろし!（12月24日、アイエナジー）

2016年
- 朝から晩まで中出しセックス 20（1月21日、アイエナジー）
- うちの妻を輪姦してください…（1月22日、ヒビノ）
- 近親相姦 相談した教師に犯され父にも逆らえない娘（2月6日、ヒビノ）
- 女子高生緊縛監禁孕ませ調教（2月18日、アイエナジー）
- 可愛すぎるランジェリー娘5人と中出し性交R（3月11日、TMA）
- 女子大生強襲押込みレイプ（4月22日、青空ソフト）
- 副職AV女優 誕生1周年記念作品集 本職を持つ12名の一般女性が、副職でAV女優になる瞬間 恥じらい満載の厳選したデビューSEX+蔵出し未公開SEX&エロシーン 8時間2枚組（6月23日、SODクリエイト）
- 田舎合宿所 陸上部女子校生をレ○プ さすがの体育会系、中出しレ○プだけでは全然元気なので、おまけにマシンバイブで膣痙攣!（7月7日、サディスティックヴィレッジ）
- いつの間にか幼なじみの乳が急に膨らんできた! 昔みたいにジャレ合い、さりげなく興奮しまくりたい僕なのですが、いかがなものでしょう?（7月8日、FIRST STAR）
- スポーツ観戦に1人で来ている女のコはナンパ待ちの可能性95％ 野球好き女子編（7月19日、キチックス）
- 羞恥! 問題児矯正全裸体力測定競技会（7月21日、サディスティックヴィレッジ）
- お金の為だと割り切って友達だけどSEXして下さい!! JK編 vol.2（8月12日、DOC）※「あや」名義
- 超厳選！激イキ！極上S級女優達23名 名作スーパーBEST3時間（8月19日、Merci Beaucoup）
- 田舎のお嬢様学校の女子高生をさらって生ハメ! 射精直前に「お前より可愛い娘を今すぐ電話で呼ばないと中出しするぞ」と脅して友達を連れてこさせて結局全員に生中出し!スペシャル 2（9月1日、サディスティックヴィレッジ）※AV OPEN 2016 ハード部門3位
- 通学時に見かける同じ学校のあの子が部活帰りで疲れたのか、ぐっすり寝込んでいる… あまりにも寝顔が可愛くて見とれていると足の力が緩んだのか？どんどん股が開きパンツが… 3（9月9日、DOC）
- この素晴らしいコスプレ世界に祝福を!（9月23日、TMA）
- #新宿神待ち家出女子校生 あずき 01（10月14日、&RiBbON）
- ワタシ、変なんですぅ〜 どうしたらいいでしょうか? 股間ビショ濡れJK FILE02（10月13日、EROTICA）
- 素人ナンパ!! とりあえず素股までが間違えてチ●ポがズボリッ!! Part.9（10月14日、S級素人）
- JSC 〜JK SWIMMINGWEAR COLLECTION〜 アナタはどの水着まで着れる？ vol.02（10月14日、DOC）※「まき」名義
- SNS高額アルバイトガチ募集 遠距離恋愛中の女性限定!!ギャラ10万円!! 彼氏と電話しながらAV撮影（10月21日、Re:Search）
- うしじまいい肉プロデュース アイドル原石 宅コスレイヤー（10月28日、宇宙企画）
- コスプレイヤーハメ撮り個人撮影流出投稿映像（10月28日、TMA）
- 妹は従順な性奴隷 ♯3 あずき（10月31日、JUMP）
- 女子校生と最高の中出し性交（11月13日、無垢）※「あき」名義
- なめらかスローイラマチオ 2 〜女の子のお口の中って優しくて温かい〜（11月18日、SEX Agent）
- イラマチオじゃない腰振りフェラチオ 07 〜締まりも温かさも膣穴越え。そして決してハラまないナマでの中出し〜（12月16日、SEX Agent）
- 幻惑またがりロングディルド挿入オナニー 〜頭上に生えたチ○ポ玩具にマ○コ汁を垂らす異形のまぐわい〜（12月16日、SEX Agent）
- 超早漏!女の子にしてもらうオナホ手コキ 〜挿入から発射までの天国ロード!いつものオナホがこんなにも!〜（12月16日、SEX Agent）

2017年
- テン年代の“お菓子系”（1月13日、バルタン）
- 気持ちいいことがやめられないどすけべロリ美少女（2月1日、S-Cute）